# عضو افتخاری انجمن مهندسان برق و الکترونیک
عضو افتخاری انجمن مهندسان برق و الکترونیک (انگلیسی: IEEE Honorary Membership) نوعی عضویت در انجمن مهندسان برق و الکترونیک است. این مقام به افرادی که در زمینه‌های مرتبط با فعالیت‌های انجمن مهندسان برق و الکترونیک فعالیت می‌کنند ولی در آن عضو نیستند اعطا می‌شود. به این افراد به همراه گواهی عضویت افتخاری، یک مجسمه کریستالی نیز اهدا می‌شود.
اعضای افتخاری تمام مزایای اعضای عادی را دارند به جز اینکه حق اداره دفتر انجمن را ندارد.

## فهرست افراد
افراد زیر به عضویت افتخاری انجمن مهندسان برق و الکترونیک نائل آمده‌اند: